# 山口玲子 (AV女優)
山口 玲子（やまぐち れいこ、1979年12月15日 - ）は、AV女優・ピンク映画女優である。2001年から2011年にかけて活動した。

## 略歴
愛知県出身。2001年1月発売の『ザ・カメラテスト』（アテナ映像）においてAVデビュー。2004年1月にレイディックスから引退作が発売されるが、以降もピンク映画女優として活動する。同年4月の第16回ピンク大賞では新人女優賞を受賞しており、出演作として『新日本エロばなし 人妻竜宮城』（坂本太監督、2003年公開）があげられている。2006年6月に熟女系AVメーカーのマドンナから新作が発売され、AV女優としての活動を再開。
2009年のAVグランプリでは、出演作『近親相姦 昭和禁断血族「母さん、この家は狂ってます」』（グローリークエスト）がメインサポーター賞を受賞している。また同年には、主演作であるピンク映画『淫乱なる一族 絶倫の果てに』（池島ゆたか監督、2004年公開）が、Amazon.comにおいて売り上げ全米1位の日本映画になっている。フリーライターの安田理央は『主人は寝たら起きないから…。～スリルの虜になった人妻～』（伊基公袁監督、マドンナより同年発売）について、「無邪気に快楽を求める山口玲子がものすごくエロ可愛い」ことが想定外の作品であったと評している。

## 作品

### アダルトビデオ
2001年
- ザ・カメラテスト デビュー前のビンカン娘は「ちょっと待って、入れないでェ～!」（1月21日、アテナ映像）オムニバス形式作品
- ザ・爆乳VOL.47

2002年
- 乳王　巨乳パラダイスvol.22（1月17日、U&K）
- 私が癒してあげる 7（2月14日、U&K）
- 女ハ男ヲ目デ犯ス。24th（4月5日、ワープエンタテインメント）出演者:高野詩織、名波由佳
- 犯女（4月12日、U&K）
- 巨乳マンション ～Hカップの痴女マダム～（6月7日、ワープエンタテインメント）
- Les Room（8月28日、ワンズファクトリー）出演者:飯塚マナ
- 初縛り爆乳羞恥調教 超乳美麗マゾ（9月27日、アヴァ）

2003年
- 義母のM汁 5（6月13日、シネマジック）
- 圧巻!!おっぱい痴女王　挟んで揉んで(8月29日、ロイヤルアート）

2004年
- 引退・山口玲子（1月26日、レイディックス）

2006年
- 義理の姉さんを犯したい（6月25日、マドンナ）
- 義母の癒し（7月25日、マドンナ）
- 乱田舞の極縛（8月10日、蠍企画）
- 女教師 恥辱の課外授業（8月25日、マドンナ）
- レズビアンストーリー01 秘密 (発売時期不明、アウダースジャパン）出演者:相沢夢、葉月ゆうな
- 美熟女ソープ壺姫御殿SP3（9月25日、マドンナ）出演者:向井莉奈、愛田るか
- 爆乳秘書中出し（10月25日、マドンナ）
- アナル奴隷夫人（12月25日、マドンナ）

2007年
- 艶熟 中出し（3月2日、グローリークエスト）
- 熟雌女anthology #020DX（4月6日、アウダースジャパン）出演者:翔田千里
- 美熟女と黒人（4月25日、マドンナ）
- 熟雌女anthology #024（8月24日、アウダースジャパン）
- 背徳の縄化粧（9月7日、アタッカーズ）
- 熟女トランス（10月19日、ドグマ）
- ブーツを履いた熟女の艶かしい姿がみたい（11月1日、AVS）
- 近親相姦シリーズ 継母 十五（11月30日、ドリームステージ）出演者:白石ナナ

2008年
- 夜は淫らに艶やかに… 肉欲 悦楽 夜這い（1月13日、FAプロ）出演者:椎名りく
- 息子を愛する母（1月19日、MARIA）共演:なな
- 豊潤麗し競泳水着（1月25日、マドンナ）
- 独占!!山口玲子（3月14日、クリスタル映像）
- 近親相姦 お母さんの美尻（4月1日、ワンズファクトリー）
- すけべな息子に義母はメロメロ 8（4月11日、東京音光）
- 我慢できない女 色に狂う巨乳妻（4月13日、FAプロ）出演者:葉月紗絢
- 人妻萌えレオタード（4月13日、マルクス兄弟）
- 昼間に自宅で監禁されて…（6月15日、ドリームチケット）
- 催眠 赤 DX XI ドキュメント編（6月20日、アウダースジャパン）
- 催眠 赤 DX XI スーパーmc編（6月20日、アウダースジャパン）
- 眠 赤 DX XI スーパーコンプリート編（6月20日、アウダースジャパン）
- パイズリ熟女ザーメン狩り（7月15日、ワープエンタテインメント）
- 隣人の妻 12 復活!山口玲子 34歳（8月23日、ルビー）
- 力ずくの性行為 悶絶熟女（8月25日、FAプロ）出演者:桐島秋子
- 誘惑ミセス 82（9月12日、U&K）
- 脱いでこそ 恍惚の美熟女ストリッパー（9月16日、マキシング）出演者:小野今日子
- 下着の中の濡れたワレメ 昼下がりの淫乱妻（9月25日、FAプロ）出演者:桐島秋子
- 近親相姦 昭和禁断血族「母さん、この家は狂ってます」（11月22日、グローリークエスト）出演者:北原夏美、神崎レオナ
- 我慢できないアソコの疼き 熟女のおさね汁（12月13日、FAプロ）出演者:生田沙織
- こちらマドンナ独身寮・ただいま満室 爆乳寮母がチンポのお世話もいたします！ （12月25日、マドンナ）

2009年
- 母さんの腋の毛（6月7日、マドンナ）
- 近親姦通 艶めかしい叔母の肢体（7月25日、FAプロ）出演者:大沢萌
- 鬼フェラ地獄・熟（8月17日、レアルワークス）出演者:艶堂しほり
- 主人は寝たら起きないから…。 ～スリルの虜になった人妻～ （10月25日、マドンナ）

2010年
- 言いなり妻（4月7日、マドンナ）
- 悶絶美熟女の卑猥な日常 ゴルフに興味を持った色っぽい巨乳の人妻、玲子の場合 （9月25日、Fitch）
- 慰みの生尻家政婦（10月25日、マドンナ）
- レズ無双 2（11月13日、U&K）出演者:立花瞳、島田香奈
- 困ります…今は、夫が居るんです。 ～躰を捧げた巨乳妻～（11月13日、溜池ゴロー）

2011年
- 人妻 痴女の巣城（2月7日、マドンナ）出演者:ささきふう香
- 近親相姦 エロ尻母（3月1日、VENUS）
- 夫の横で抱かれる背徳巨乳妻 （3月13日、溜池ゴロー）

### ピンク映画
（出典：）
- 破廉恥町内会 主婦悶絶（新田栄監督、2003年5月30日）
- 新日本エロばなし 人妻竜宮城（坂本太監督、2003年10月10日）共演:吉田祐健
- SM女医 巨乳くい込む（加藤義一監督、2003年11月21日）
- 尻ふりスッチー 突き抜け淫乱気流（加藤義一監督、2004年2月2日）
- 淫乱なる一族 第二章 絶倫の果てに（池島ゆたか監督、2004年6月25日）
- 義母と巨乳 奥までハメて!（深町章監督、2004年10月1日）
- 変態家族 新妻淫乱責め（深町章監督、2005年7月29日）

### オリジナルビデオ
（出典：）
- 日本卑猥ばなし カメの恩返し（坂本太監督、2003年）
- 巨乳妻 恥辱性活（深町章監督、2005年）